# Ultima ratio
Ultima ratio es una expresión latina que se traduce literalmente por «última razón» o «último argumento» lo que puede interpretarse como que es el último argumento posible en el tiempo o bien que es el argumento definitivo que hace innecesario seguir argumentando en el mismo sentido y que es muy superior a todo argumento en sentido contrario.

## Derecho penal
En el ámbito del derecho la expresión se refiere a aquellos procesos o dictámenes que constituyen el fin de una vía de recursos o son inapelables. También tiene el sentido de recurso extraordinario que debe usarse cuando no sea posible lograr la efectividad requerida por otros menos lesivos, como en el principio de subsidiariedad penal o de ultima ratio penal

## Política
En el ámbito político o administrativo se refiere a la capacidad de un poder de imponer sus preceptos, que en tiempos históricos ha sido considerado referido al uso de la fuerza, incluida la militar. En ese sentido, el rey de Francia Luis XIV hizo que en la fundición de sus cañones figurase la leyenda «ultima ratio regum» (El último argumento de los reyes), costumbre que más tarde seguiría Federico de Prusia y que también se inscribiría en algunas piezas de artillería en España. Por ello algunos artilleros describen a su arma precisamente como «ultima ratio regis», queriendo con ello significar su superioridad sobre las otras armas tradicionales, categoría a la que con el desarrollo de la historia o las situaciones concretas han aspirado otras armas, como la flota de guerra, la aviación o las armas atómicas.

## Militar
En el ámbito militar la expresión «ultima ratio» se refiere también al arma definitiva que ha de decantar una disputa a favor de su usuario dotándole de una superioridad superlativa sobre sus oponentes o al arma terrible que constituye el último recurso posible.